# Falling Skies/Episodenliste

Logo zur Serie

Diese Episodenliste enthält alle Episoden der US-amerikanischen Science-Fiction-Fernsehserie Falling Skies, sortiert nach der US-amerikanischen Erstausstrahlung. Die Serie umfasst fünf Staffeln mit 52 Episoden.

## Übersicht
| Staffel | Episodenanzahl | Erstausstrahlung USA | Erstausstrahlung USA | Deutschsprachige Erstausstrahlung | Deutschsprachige Erstausstrahlung |
| Staffel | Episodenanzahl | Staffelpremiere      | Staffelfinale        | Staffelpremiere                   | Staffelfinale                     |
| ------- | -------------- | -------------------- | -------------------- | --------------------------------- | --------------------------------- |
| 1       | 10             | 19. Juni 2011        | 7. August 2011       | 24. Juni 2011                     | 26. August 2011                   |
| 2       | 10             | 17. Juni 2012        | 19. August 2012      | 22. Juni 2012                     | 24. August 2012                   |
| 3       | 10             | 9. Juni 2013         | 4. August 2013       | 11. Juni 2013                     | 13. August 2013                   |
| 4       | 12             | 22. Juni 2014        | 31. August 2014      | 15. Juli 2014                     | 23. September 2014                |
| 5       | 10             | 28. Juni 2015        | 30. August 2015      | 30. Juni 2015                     | 1. September 2015                 |

## Staffel 1
Die Erstausstrahlung der ersten Staffel war vom 19. Juni bis zum 7. August 2011 auf dem US-amerikanischen Kabelsender TNT zu sehen. Die deutschsprachige Erstausstrahlung sendete der deutsche Pay-TV-Sender TNT Serie vom 24. Juni bis zum 26. August 2011.
| Nr. (ges.) | Nr. (St.) | Deutscher Titel     | Originaltitel      | Erstausstrahlung USA | Deutschsprachige Erstausstrahlung (D) | Regie                | Drehbuch               | Zuschauer (USA) | D-Quoten  |
| ---------- | --------- | ------------------- | ------------------ | -------------------- | ------------------------------------- | -------------------- | ---------------------- | --------------- | --------- |
| 1          | 1         | Die Überlebenden    | Live and Learn (1) | 19. Juni 2011        | 24. Juni 2011                         | Carl Franklin        | Robert Rodat           | 5,91 Mio.       | 2,74 Mio. |
| 2          | 2         | Das Arsenal         | The Armory (2)     | 19. Juni 2011        | 1. Juli 2011                          | Greg Beeman          | Graham Yost            | 5,91 Mio.       | 2,74 Mio. |
| 3          | 3         | Der Kriegsgefangene | Prisoner of War    | 26. Juni 2011        | 8. Juli 2011                          | Greg Beeman          | Fred Golan             | 4,20 Mio.       | 2,37 Mio. |
| 4          | 4         | Kommunikation       | Grace              | 3. Juli 2011         | 15. Juli 2011                         | Fred Toye            | Melinda Hsu Taylor     | 4,07 Mio.       | 2,37 Mio. |
| 5          | 5         | Die Rettung         | Silent Kill        | 10. Juli 2011        | 22. Juli 2011                         | Fred Toye            | Joe Weisberg           | 3,90 Mio.       | 2,13 Mio. |
| 6          | 6         | Sicherheit – Teil 1 | Sanctuary (1)      | 17. Juli 2011        | 29. Juli 2011                         | Sergio Mimica-Gezzan | Joel Anderson Thompson | 4,27 Mio.       | 2,13 Mio. |
| 7          | 7         | Sicherheit – Teil 2 | Sanctuary (2)      | 24. Juli 2011        | 5. Aug. 2011                          | Sergio Mimica-Gezzan | Melinda Hsu Taylor     | 4,07 Mio.       | 2,07 Mio. |
| 8          | 8         | Die Entdeckung      | What Hides Beneath | 31. Juli 2011        | 12. Aug. 2011                         | Anthony Hemingway    | Mark Verheiden         | 4,31 Mio.       | 2,07 Mio. |
| 9          | 9         | Meuterei            | Mutiny             | 7. Aug. 2011         | 19. Aug. 2011                         | Holly Dale           | Joe Weisberg           | 5,70 Mio.       | 2,22 Mio. |
| 10         | 10        | Acht Stunden        | Eight Hours        | 7. Aug. 2011         | 26. Aug. 2011                         | Greg Beeman          | Mark Verheiden         | 5,54 Mio.       | 2,22 Mio. |

## Staffel 2
Die Erstausstrahlung der zweiten Staffel war vom 17. Juni bis zum 19. August 2012 auf dem US-amerikanischen Kabelsender TNT zu sehen. Die deutschsprachige Erstausstrahlung sendete der deutsche Pay-TV-Sender TNT Serie vom 22. Juni bis zum 24. August 2012.
| Nr. (ges.) | Nr. (St.) | Deutscher Titel              | Originaltitel                  | Erstausstrahlung USA | Deutschsprachige Erstausstrahlung (D) | Regie            | Drehbuch                                       | Zuschauer (USA) | D-Quoten  |
| ---------- | --------- | ---------------------------- | ------------------------------ | -------------------- | ------------------------------------- | ---------------- | ---------------------------------------------- | --------------- | --------- |
| 11         | 1         | Zwischen den Welten          | Worlds Apart                   | 17. Juni 2012        | 22. Juni 2012                         | Greg Beeman      | Mark Verheiden                                 | 4,46 Mio.       | 1,20 Mio. |
| 12         | 2         | Entscheidung am Fluss        | Shall We Gather at the River   | 17. Juni 2012        | 29. Juni 2012                         | Greg Beeman      | Bradley Thompson & David Weddle                | 4,46 Mio.       | 1,20 Mio. |
| 13         | 3         | Der Kompass                  | Compass                        | 24. Juni 2012        | 6. Juli 2012                          | Michael Katleman | Bryan Oh                                       | 3,81 Mio.       | 0,88 Mio. |
| 14         | 4         | Familienbande                | Young Bloods                   | 1. Juli 2012         | 13. Juli 2012                         | Miguel Sapochnik | Heather V. Regnier                             | 3,39 Mio.       | 0,88 Mio. |
| 15         | 5         | Liebe und andere Heldentaten | Love and Other Acts of Courage | 8. Juli 2012         | 20. Juli 2012                         | John Dahl        | Joe Weisberg                                   | 3,64 Mio.       | 0,95 Mio. |
| 16         | 6         | Die Heimkehrer               | Homecoming                     | 15. Juli 2012        | 27. Juli 2012                         | Greg Beeman      | Bryan Oh                                       | 3,61 Mio.       | 0,95 Mio. |
| 17         | 7         | Der Overlord                 | Molon Labe                     | 22. Juli 2012        | 3. Aug. 2012                          | Holly Dale       | Bradley Thompson & David Weddle                | 3,45 Mio.       | 0,78 Mio. |
| 18         | 8         | Charleston                   | Death March                    | 5. Aug. 2012         | 10. Aug. 2012                         | Seith Mann       | Heather V. Regnier                             | 3,34 Mio.       | 0,78 Mio. |
| 19         | 9         | Machtkämpfe                  | The Price of Greatness         | 12. Aug. 2012        | 17. Aug. 2012                         | Adam Kane        | Mark Verheiden                                 | 3,46 Mio.       | 1,06 Mio. |
| 20         | 10        | Die Mission                  | A More Perfect Union           | 19. Aug. 2012        | 24. Aug. 2012                         | Greg Beeman      | Remi Aubuchon, Bradley Thompson & David Weddle | 3,84 Mio.       | 1,06 Mio. |

## Staffel 3
Die Erstausstrahlung der dritten Staffel war vom 9. Juni bis zum 4. August 2013 auf dem US-amerikanischen Kabelsender TNT zu sehen. Die deutschsprachige Erstausstrahlung sendete der deutsche Pay-TV-Sender TNT Serie von 11. Juni bis zum 13. August 2013.
| Nr. (ges.) | Nr. (St.) | Deutscher Titel           | Originaltitel          | Erstausstrahlung USA | Deutschsprachige Erstausstrahlung (D) | Regie                | Drehbuch                                    | Zuschauer (USA) | D-Quoten |
| ---------- | --------- | ------------------------- | ---------------------- | -------------------- | ------------------------------------- | -------------------- | ------------------------------------------- | --------------- | -------- |
| 21         | 1         | Auf dünnem Eis            | On Thin Ice            | 9. Juni 2013         | 11. Juni 2013                         | Greg Beeman          | Remi Aubuchon                               | 4,21 Mio.       | —        |
| 22         | 2         | Das Kraftwerk             | Collateral Damage      | 9. Juni 2013         | 18. Juni 2013                         | James Marshall       | Bradley Thompson & David Weddle             | 4,21 Mio.       | —        |
| 23         | 3         | Der Baum der Freiheit     | Badlands               | 16. Juni 2013        | 25. Juni 2013                         | David Solomon        | John Wirth                                  | 2,79 Mio.       | —        |
| 24         | 4         | Um jeden Preis            | At All Cost            | 23. Juni 2013        | 2. Juli 2013                          | Greg Beeman          | Heather V. Regnier                          | 3,55 Mio.       | —        |
| 25         | 5         | Verschollen               | Search and Recovery    | 30. Juni 2013        | 9. Juli 2013                          | Sergio Mimica-Gezzan | Jordan Rosenberg                            | 3,22 Mio.       | —        |
| 26         | 6         | Eine schwere Entscheidung | Be Silent and Come Out | 7. Juli 2013         | 16. Juli 2013                         | Adam Kane            | Bradley Thompson, David Weddle & John Wirth | 3,49 Mio.       | —        |
| 27         | 7         | Mason gegen Pickett       | The Pickett Line       | 14. Juli 2013        | 23. Juli 2013                         | Sergio Mimica-Gezzan | Heather V. Regnier & Jordan Rosenberg       | 3,33 Mio.       | —        |
| 28         | 8         | Traum und Wirklichkeit    | Strange Brew           | 21. Juli 2013        | 30. Juli 2013                         | David Solomon        | John Wirth                                  | 3,74 Mio.       | —        |
| 29         | 9         | Der Anschlag              | Journey to Xibalba     | 28. Juli 2013        | 6. Aug. 2013                          | Jonathan Frakes      | Bradley Thompson & David Weddle             | 3,06 Mio.       | —        |
| 30         | 10        | Wie in alten Zeiten       | Brazil                 | 4. Aug. 2013         | 13. Aug. 2013                         | Greg Beeman          | Remi Aubuchon                               | 3,74 Mio.       | —        |

## Staffel 4
Die Erstausstrahlung der vierten Staffel war vom 22. Juni bis zum 31. August 2014 auf dem US-amerikanischen Kabelsender TNT zu sehen. Die deutschsprachige Erstausstrahlung sendete der deutsche Pay-TV-Sender TNT Serie vom 15. Juli bis zum 23. September 2014.
| Nr. (ges.) | Nr. (St.) | Deutscher Titel               | Originaltitel           | Erstausstrahlung USA | Deutschsprachige Erstausstrahlung (D) | Regie                | Drehbuch                        | Zuschauer (USA) |
| ---------- | --------- | ----------------------------- | ----------------------- | -------------------- | ------------------------------------- | -------------------- | ------------------------------- | --------------- |
| 31         | 1         | Der Geist des Widerstands     | Ghost in the Machine    | 22. Juni 2014        | 15. Juli 2014                         | Greg Beeman          | David Eick                      | 3,67 Mio.       |
| 32         | 2         | Das Auge                      | The Eye                 | 29. Juni 2014        | 22. Juli 2014                         | Sergio Mimica-Gezzan | Carol Barbee                    | 2,96 Mio.       |
| 33         | 3         | Exodus                        | Exodus                  | 6. Juli 2014         | 29. Juli 2014                         | Mikael Salomon       | Josh Pate                       | 2,75 Mio.       |
| 34         | 4         | Evolution oder Auslöschung    | Evolve or Die           | 13. Juli 2014        | 5. Aug. 2014                          | Bill Eagles          | Raven Metzner                   | 2,78 Mio.       |
| 35         | 5         | Verhandlungssache             | Mind Wars               | 20. Juli 2014        | 12. Aug. 2014                         | Nathaniel Goodman    | Bruce Marshall Romans           | 2,79 Mio.       |
| 36         | 6         | Angstzustände                 | Door Number Three       | 27. Juli 2014        | 19. Aug. 2014                         | Jonathan Frakes      | Melissa Glenn                   | 2,65 Mio.       |
| 37         | 7         | Eine dunkle Nacht             | Saturday Night Massacre | 3. Aug. 2014         | 26. Aug. 2014                         | Olatunde Osunsanmi   | David Weddle & Bradley Thompson | 2,73 Mio.       |
| 38         | 8         | Begrabene Hoffnung            | A Thing With Feathers   | 10. Aug. 2014        | 2. Sep. 2014                          | David Solomon        | Ryan Mottesheard                | 2,51 Mio.       |
| 39         | 9         | Bis dass der Tod uns scheidet | Till Death Do Us Part   | 17. Aug. 2014        | 9. Sep. 2014                          | Greg Beeman          | Carol Barbee                    | 2,46 Mio.       |
| 40         | 10        | Das Los entscheidet           | Drawing Straws          | 24. Aug. 2014        | 16. Sep. 2014                         | Adam Kane            | Josh Pate                       | 2,56 Mio.       |
| 41         | 11        | Himmelfahrtskommando          | Space Oddity            | 31. Aug. 2014        | 23. Sep. 2014                         | Olatunde Osunsanmi   | M. Raven Metzner                | 2,39 Mio.       |
| 42         | 12        | Mitten ins Herz               | Shoot the Moon          | 31. Aug. 2014        | 23. Sep. 2014                         | Greg Beeman          | David Eick                      | 2,43 Mio.       |

## Staffel 5
Die Erstausstrahlung der fünften Staffel war vom 28. Juni bis zum 30. August 2015 auf dem US-amerikanischen Kabelsender TNT zu sehen. Die deutschsprachige Erstausstrahlung sendete der deutsche Pay-TV-Sender TNT Serie vom 30. Juni bis zum 1. September 2015.
| Nr. (ges.) | Nr. (St.) | Deutscher Titel    | Originaltitel               | Erstausstrahlung USA | Deutschsprachige Erstausstrahlung (D) | Regie              | Drehbuch          | Zuschauer (USA) |
| ---------- | --------- | ------------------ | --------------------------- | -------------------- | ------------------------------------- | ------------------ | ----------------- | --------------- |
| 43         | 1         | Der Krieger in dir | Find Your Warrior           | 28. Juni 2015        | 30. Juni 2015                         | Olatunde Osunsanmi | David Eick        | 2,04 Mio.       |
| 44         | 2         | Ausgehungert       | Hunger Pains                | 5. Juli 2015         | 7. Juli 2015                          | Olatunde Osunsanmi | Marc Dube         | 1,82 Mio.       |
| 45         | 3         | Der Weg zum Sieg   | Hatchlings                  | 12. Juli 2015        | 14. Juli 2015                         | Robert Lieberman   | Jonathan Glassner | 1,88 Mio.       |
| 46         | 4         | Ein Opfer zu viel  | Pope Breaks Bad             | 19. Juli 2015        | 21. Juli 2015                         | Peter Leto         | Jack Kenny        | 1,96 Mio.       |
| 47         | 5         | Ballast            | Non-Essential Personnel     | 26. Juli 2015        | 28. Juli 2015                         | Olatunde Osunsanmi | Jim Barnes        | 2,03 Mio.       |
| 48         | 6         | Atempause          | Respite                     | 2. Aug. 2015         | 4. Aug. 2015                          | Jonathan Frakes    | Ayanna Floyd      | 1,93 Mio.       |
| 49         | 7         | Missverständnisse  | Everybody Has Their Reasons | 9. Aug. 2015         | 11. Aug. 2015                         | Matt Earl Beesley  | Ryan Mottesheard  | 1,98 Mio.       |
| 50         | 8         | Der wahre Feind    | Stalag 14th Virginia        | 16. Aug. 2015        | 18. Aug. 2015                         | Noah Wyle          | Jack Kenny        | 1,94 Mio.       |
| 51         | 9         | Wiedersehen        | Reunion                     | 23. Aug. 2015        | 25. Aug. 2015                         | Brad Turner        | Marc Dube         | 1,76 Mio.       |
| 52         | 10        | Wiedergeboren      | Reborn                      | 30. Aug. 2015        | 1. Sep. 2015                          | Olatunde Osunsanmi | David Eick        | 2,39 Mio.       |